# Polizeiausbildung in Deutschland

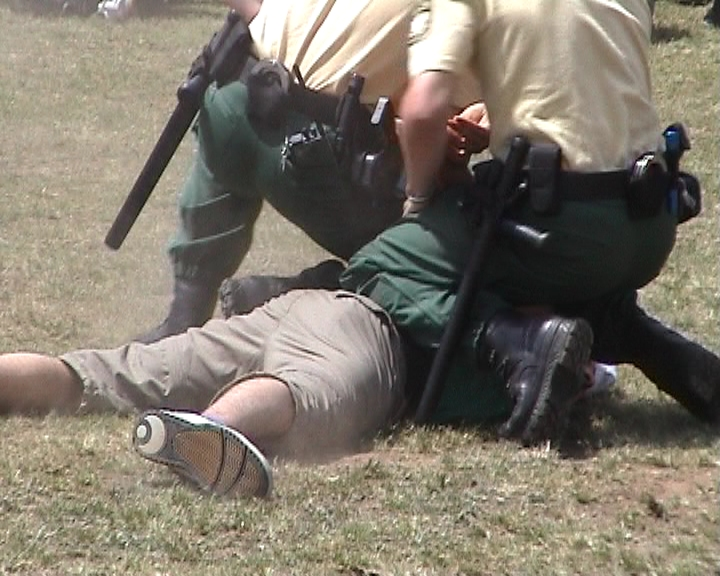
Einsatzausbildung bei der Bayerischen Bereitschaftspolizei (Festnahme)

Die Polizeiausbildung in Deutschland ist die Berufsausbildung von Polizeivollzugsbeamten. Sie findet in der Regel in einer Polizeischule oder bei den Polizeiverbänden statt. Ausgebildet wird in verschiedenen Institutionen und mit unterschiedlichen Laufbahnzielen, so dass sich Dauer und Lehrplan stark unterscheiden.
Es wird unterschieden zwischen einer Ausbildung im Sinne der Berufsausbildung für den mittleren Polizeivollzugsdienst und dem Studium an einer Polizeifachhochschule für den gehobenen Polizeivollzugsdienst. Dabei gibt es Bundesländer, die nur noch Polizeibeamten im gehobenen Dienst ausbilden und Bundesländer, welche sowohl für den mittleren als auch für den gehobenen Dienst ausbilden.

## Voraussetzungen
Bei der Bewerbung um eine Polizeiausbildung sind zunächst die formalen Einstellungskriterien der Einstellungsbehörde und des Beamtenrechts zu erfüllen. So wird für die Ausbildung im mittleren Dienst die Mittlere Reife oder eine abgeschlossene Berufsausbildung mit vorangegangenem (qualifizierenden) Hauptschulabschluss vorausgesetzt; für das Studium im gehobenen Dienst ist zumindest die Fachhochschulreife erforderlich. Bewerber müssen außerdem die deutsche Staatsbürgerschaft oder diejenige eines anderen EU-Staates besitzen, in geordneten wirtschaftlichen Verhältnissen leben und sie dürfen nicht vorbestraft sein. Darüber hinaus gelten gewisse Altersgrenzen: Das Mindestalter liegt bei 17 Jahren, das Höchstalter zwischen 24 und 36 Jahren. Für Frauen ist in der Regel eine Körpergröße von mindestens 160 cm, für Männer von mindestens 165 cm vorgeschrieben.
Wer die genannten Voraussetzungen erfüllt, kann zum mehrstufigen Eignungsauswahlverfahren der jeweiligen Polizei zugelassen werden. Ein erfolgreiches Bestehen ist für die Zulassung zum Polizeidienst unumgänglich. In der Regel dauert das Auswahlverfahren zwischen 2 und 4 Tagen und umfasst folgende Stationen:
- Schriftlicher oder computergestützter Einstellungstest (Intelligenztest). Übliche Inhalte: Sprachbeherrschung (Deutsch und ggf. Englisch), Allgemeinwissen, Mathematik, logisches Denkvermögen, visuelles Denkvermögen, Erinnerungsvermögen und Konzentrationsvermögen[1]
- Sporteignungstest zur Überprüfung von Ausdauer, Kraft, Koordination, Beweglichkeit und Schnelligkeit
- Vorstellungsgespräch / strukturiertes Interview
- Gruppengespräch, Kurzreferat (i. d. R. nur gehobener Dienst)
- Polizeiärztliche Untersuchung zur Feststellung der Dienstfähigkeit

Die Schwerpunkte und die Zusammenstellung des Verfahrens können variieren: Sowohl die Polizeien der Bundesländer als auch die Bundespolizei planen ihre Auswahlprüfungen nach eigenem Ermessen. Die Voraussetzungen für den gehobenen Dienst sind dabei naturgemäß anspruchsvoller.
Sofern noch nicht vorhanden, muss bis zum Anfang der Ausbildung oder des Studiums auf eigene Kosten die Fahrerlaubnis der Klasse B erworben werden.

## Ausbildung
Die Dauer der Ausbildung ist bei einem Studium in der Regel drei Jahre, bei einer Ausbildung normalerweise zweieinhalb Jahre. Bundesländer, die nur noch im gehobenen Dienst ausbilden, begründen dies damit, dass eine zweigeteilte Laufbahn (also nur noch gehobener und höherer Dienst) „Theorie und Praxis noch enger verknüpfen“ könne. Weiter heißt es: „Hierdurch erhalten neu eingestellte Polizeibeamtinnen und -beamte […] während ihres Fachhochschulstudiums die notwendige Handlungssicherheit für den praktischen Polizeidienst.“ Es wird also eine höhere Qualifikation sowohl der Bewerber im Vorfeld als auch nach dem Studium angenommen. Auf Grund der Angleichung des Studiums in der zweigeteilten Laufbahn an die Ausbildung im mittleren Dienst, kann die Annahme einer tatsächlich höheren Qualifikation jedoch bezweifelt werden. 
Daneben gibt es einzelne Bundesländer, die Bewerber direkt in den höheren Dienst einstellen, allerdings erfolgt die Einstellung nur nach zuvor abgeschlossenem Studium, welches nicht bei der Polizei belegt werden kann; die Befähigung für das Richteramt ist dafür Voraussetzung. Im Bundeskriminalamt ist auch ein „polizeiförderliches“ Hochschulstudium ausreichend, allerdings muss sich der Kandidat dann einer Laufbahnprüfung unterziehen. Sofern sich der Nachwuchs für den höheren Dienst aus dem eigenen Personal an Polizeivollzugsbeamten des gehobenen Dienstes rekrutiert, absolvieren diese ein zweijähriges Studium an der Deutschen Hochschule der Polizei, das mit einem Master in „Öffentliche Verwaltung – Polizeimanagement“ abschließt.

### Regelungen beim Bund und den Ländern
| Bundesland             | Polizei                          | Ausbildung im … Dienst  | Ausbildung im … Dienst  | Ausbildung im … Dienst  | Ausbildungsdauer in Monaten | Anmerkungen |
| Bundesland             | Polizei                          | mittleren               | gehobenen               | höheren                 | Ausbildungsdauer in Monaten | Anmerkungen |
| ---------------------- | -------------------------------- | ----------------------- | ----------------------- | ----------------------- | --------------------------- | --- |
| Baden-Württemberg      | Polizei Baden-Württemberg        | X                       | X                       | n. bek.                 | 30 / 45                     | |
| Bayern                 | Polizei Bayern                   | X                       | X                       | n. bek.                 | 29 / 36                     | Hauptartikel: Polizeiausbildung in Bayern |
| Berlin                 | Polizei Berlin                   | X                       | X                       | X                       | 30 / 36                     | Prinzipiell auch Ausbildung im höheren Dienst, zur Zeit allerdings keine Stellen ausgeschrieben Stand: Mai 2007                                                                      |
| Brandenburg            | Polizei Brandenburg              | X                       | X                       | n. bek.                 | 30 / 36                     | |
| Bremen                 | Polizei Bremen                   |                         | X                       | n. bek.                 | 36                          | |
| Hamburg                | Polizei Hamburg                  | X                       | X                       | X                       | 30 / 36                     | Prinzipiell auch Direkteinstieg in den höheren Dienst möglich, aktuell allerdings keine Stellenausschreibung                                                                         |
| Hessen                 | Polizei Hessen                   |                         | X                       | X                       | 36                          | Erstes Bundesland mit rein zweigeteilter Laufbahn; Einführung August 2002 |
| Mecklenburg-Vorpommern | Polizei Mecklenburg-Vorpommern   | X                       | X                       | X                       | 24 / 36                     | Einstellungen in den höheren Dienst nach Bedarf. (Zuletzt 3 Ernennungen im Oktober 2010.)                                                                                            |
| Niedersachsen          | Polizei Niedersachsen            |                         | X                       | X                       | 36                          | 2 Stellen für den höheren Dienst pro Jahr. (Zuletzt 4 Ernennungen im Januar 2010, da keine Ernennung im Jahr 2009.)                                                                  |
| Nordrhein-Westfalen    | Polizei Nordrhein-Westfalen      |                         | X                       |                         | 36                          | 5 Stellen für den höheren Dienst alle zwei Jahre. (Zuletzt 6 Ernennungen im Oktober 2010, da nur 4 Ernennungen im Jahr 2008.) Hauptartikel: Polizeiausbildung in Nordrhein-Westfalen |
| Rheinland-Pfalz        | Polizei Rheinland-Pfalz          |                         | X                       | n. bek.                 | 36                          | |
| Saarland               | Polizei Saarland                 |                         | X                       | n. bek.                 | 36                          | |
| Sachsen                | Polizei Sachsen                  | X                       | X                       | n. bek.                 | 30 / 40                     | |
| Sachsen-Anhalt         | Polizei Sachsen-Anhalt           | X                       | X                       | n. bek.                 | 30 / 36                     | |
| Schleswig-Holstein     | Polizei Schleswig-Holstein       | X                       | X                       | n. bek.                 | 30 / 36                     | |
| Thüringen              | Polizei Thüringen                | X                       | X                       | n. bek.                 | 24 / 36                     | |
| Bund                   | Bundespolizei                    | X                       | X                       | X                       | 30 / 36                     | Bewerbungen für den höheren Dienst möglich, aktuell jedoch keine Stellenausschreibung                                                                                                |
| Bund                   | Bundeskriminalamt                |                         | X                       | X                       | 36 / 24                     | Bewerbungen für den höheren Dienst möglich, aktuell jedoch keine Stellenausschreibung                                                                                                |
| Bund                   | Polizei beim Deutschen Bundestag | keine eigene Ausbildung | keine eigene Ausbildung | keine eigene Ausbildung |                             | Rekrutierung von Nachwuchs aus der Bundespolizei und den Landespolizeien; i. d. R. werden nur Beamte des mittleren Polizeivollzugsdienstes bis A9 (Hauptmeister) genommen.           |

### Inhalte
Zum Lehrplan gehört unter anderem folgender zentraler Fächerkanon, unterteilt in theoretische Fächer wie
- Strafrecht
- Strafverfahrensrecht
- Polizeirecht
- Verwaltungsrecht
- Verfassungsrecht
- Verkehrsrecht
- Besonderes Sicherheitsrecht
- Polizeidienstkunde einschließlich analoger und/oder digitaler Fotografie
- Funktechnik und Funkverkehr
- Kriminalistik
- Kriminologie
- Englisch
- Politische Bildung
- Dienstrecht, im mittleren Dienst Beamtenrecht
- Waffenkunde
- Sozialwissenschaften

sowie praktische Fächer, beispielsweise
- Einsatzausbildung
- Selbstverteidigung
- Erste Hilfe
- Waffen- und Schießausbildung
- Fahrausbildung
- Dienstsport

Die Vermittlung der Lehrinhalte erfolgt zumeist im theoretischen Unterricht. Das erlernte Wissen wird in praktischen Unterrichtseinheiten vertieft und umgesetzt. Je nach Ausgestaltung der Ausbildung erfolgt in der Regel eine Wissenstandsüberprüfung zumindest einmal im Halbjahr bzw. Semester.
Die Inhalte werden abschließend im Rahmen einer praktischen und theoretischen Laufbahnprüfung abgeprüft, danach erfolgt die Ernennung – je nach Laufbahn – zum Polizeimeister oder zum Polizeikommissar. Anschließend wird der Beamte je nach Vorgabe – jedoch meist im Schichtdienst bei der Schutz- oder Verkehrspolizei eingesetzt.
Der gesamte Dienstbetrieb der Ausbildung wird in allen Bundesländern sowie bei der Bundespolizei in Uniform durchgeführt.

## Ausbildungen verschiedener Verbände
Die Ausbildung erfolgt entweder bei den Bereitschaftspolizeien oder aber an speziell eingerichteten Fachhochschulen, die in der Fachrichtung Polizei unterrichten (trifft für Berlin, Hamburg, Hessen, Nordrhein-Westfalen und Thüringen zu). Dabei erfolgt in allen Ländern keine duale Ausbildung im klassischen Sinne, sondern die Polizei ist Ausbildungsort und Praktikumsbetrieb in einem.
In der Regel bezieht der Polizeischüler dabei eine Unterkunft in der jeweiligen Abteilung/Fachhochschule; er erhält für die Zeit der Ausbildung, je nach Bundesland, freie Heilfürsorge oder Beihilfe, die durch eine zusätzliche private Krankenversicherung ergänzt werden muss.

### Zentrale Ausbildungen
Die Ausbildung von Ratsanwärtern ist zweigeteilt. Der erste Ausbildungsteil findet dezentral an den jeweiligen Hochschulen der Bundesländer statt. Der zweite Teil findet zentral bei der Deutschen Hochschule der Polizei in Münster-Hiltrup (Nordrhein-Westfalen) statt. Das Bundeskriminalamt bildet nur direkt für den gehobenen Dienst aus.

## Rechtsgrundlagen
Da jedes Bundesland und auch der Bund selber die Ausgestaltung ihrer Polizeien im Rahmen des Föderalismus selbständig vornehmen, richtet sich auch die Ausbildung bzw. das Studium nach den jeweils gültigen Gesetzen beziehungsweise Verordnungen. Nachfolgend eine Übersicht über Bestimmungen für die Ausbildung von Polizeischülern:
Baden-Württemberg:
- Verordnung des Innenministeriums über die Ausbildung und Prüfung für den mittleren Polizeivollzugsdienst[28]
- Verordnung des Innenministeriums über die Ausbildung und Prüfung für den gehobenen Polizeivollzugsdienst[29]
- Verordnung des Innenministeriums über die Ausbildung und Prüfung für den höheren Dienst der Schutz- und Kriminalpolizei[30]

Bayern:
- Prüfungsordnung für den mittleren Polizeivollzugsdienst[31]
- Ausbildungs- und Prüfungsordnung für den gehobenen Polizeivollzugsdienst[32]

Brandenburg:
- Ausbildungs- und Prüfungsordnung mittlerer Polizeivollzugsdienst[33]
- Gesetz über die Fachhochschule der Polizei des Landes Brandenburg[34]
- Verordnung über die Prüfung für die Laufbahn des höheren Polizeivollzugsdienstes[35]

Bremen:
- Ausbildungs- und Prüfungsordnung für den gehobenen Polizeivollzugsdienst im Lande Bremen[36]

Hessen:
- Ausbildungs- und Prüfungsordnung für den gehobenen Polizeivollzugsdienst[37]

Niedersachsen:
- Verordnung über die Ausbildung und Prüfung für die Laufbahnen des gehobenen Polizeivollzugsdienstes[38]

Saarland:
- Verordnung über die Laufbahn des saarländischen Polizeivollzugsdienstes[39]

Sachsen-Anhalt:
- Verordnung über die Ausbildung und Prüfung der Beamten in der Laufbahn des gehobenen Polizeivollzugsdienstes des Landes Sachsen-Anhalt[40]

Thüringen:
- Thüringer Verordnung über die Ausbildung und Prüfung für die Laufbahn des gehobenen Polizeivollzugsdienstes[41]

Bund:
- Verordnung über die Ausbildung und Prüfung für den gehobenen Kriminaldienst des Bundes[42]
- Gesetz zum Abkommen über die einheitliche Ausbildung der Anwärter für den höheren Polizeivollzugsdienst und über die Polizei-Führungsakademie[43]